# Jules César Scaliger
Pour les articles homonymes, voir Scaliger.
Jules César Scaliger (né le 23 avril 1484 à Riva del Garda, mort le 21 octobre 1558 à Agen) est un  érudit d'origine italienne, fils de Benedetto Bordon, peintre en miniatures. Toutefois, il descendait de la noble maison della Scala (d'où le nom qu'il prit). Il est le père de Joseph Juste Scaliger.

## Biographie
Après avoir beaucoup voyagé et notamment étudié les beaux-arts sous Albrecht Dürer, Giulio Cesare Scaligero a rejoint en France Antoine de La Rovère, évêque d'Agen, en 1525, et se fixa auprès de lui comme médecin, et obtint des lettres de naturalisation. Il écrivit d'abord contre les savants les plus illustres de son siècle, et commença ainsi à se faire une réputation que sa science réelle et ses nombreux travaux classiques augmentèrent bientôt. Il visait au renom d'homme universel, et avait des connaissances dans tous les domaines, mais c'est principalement comme grammairien qu'il mérite sa célébrité. Il se liera d'amitié avec Nostradamus qui dira de lui qu'il est « un personnage incomparable, sinon à un Plutarque ». Néanmoins, un volume posthume de Scaliger contient des jugements féroces sur les «divagations» de Nostradamus.
La vanité de ce savant était excessive, et il n'épargnait pas les injures à ses adversaires. Par exemple, il eut de vives disputes avec Érasme, en réaction  à la publication en 1528 par ce dernier du Ciceronianus, pamphlet critiquant l'adulation de certains érudits pour le latin de Cicéron.
C'est lui qui édicta la règle des trois unités pour le théâtre, en déclarant que l'« invraisemblance choque la bienséance ». L'unité de temps et l'unité de lieu ont ainsi pour but de laisser croire au spectateur que le drame qui se joue devant ses yeux est réel.
Sa dernière œuvre avant de mourir est La matière.

## Œuvres

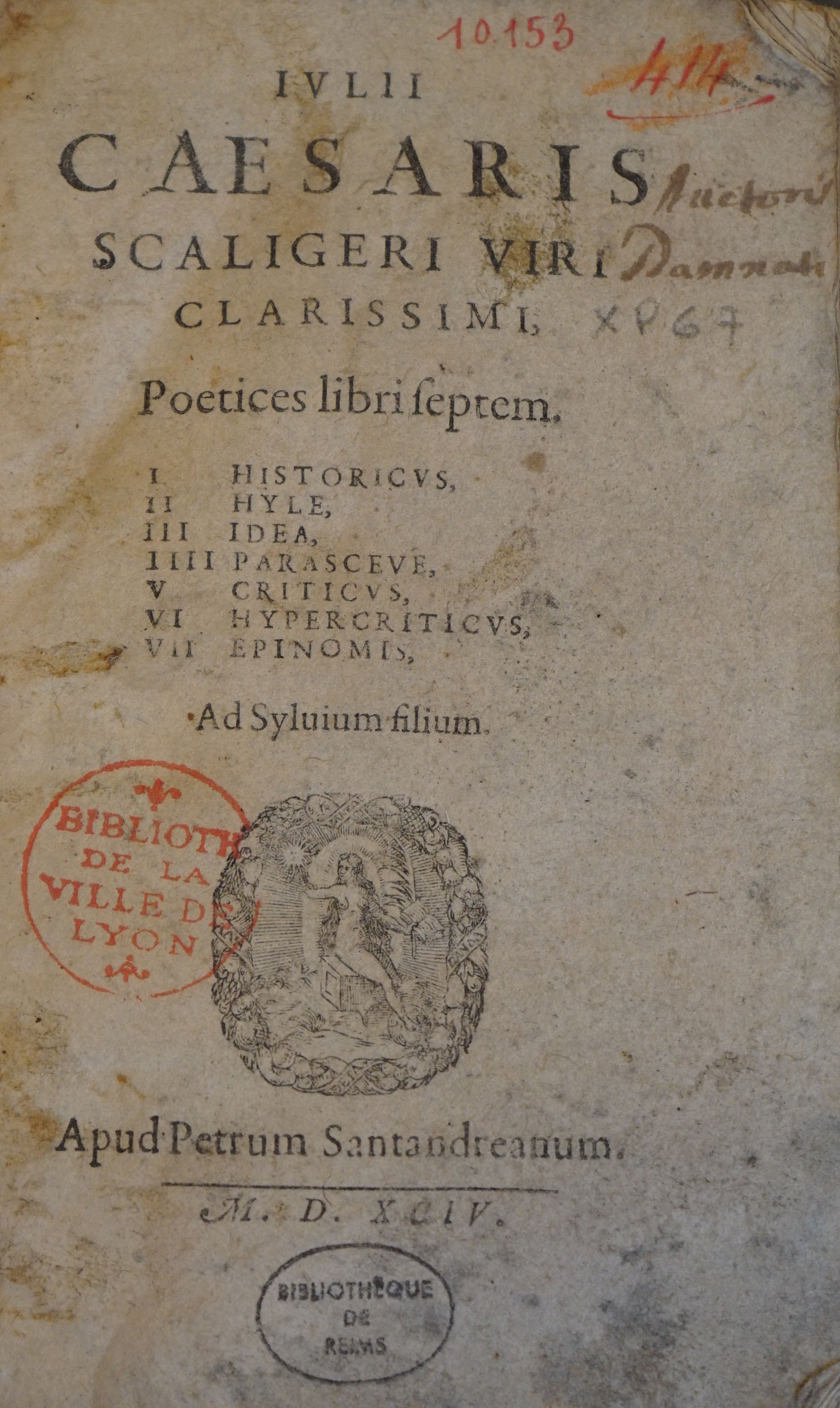
Poetices libri VII, édition de 1594, collection de la bibliothèque Carnegie (Reims).

On lui doit, entre autres ouvrages :
- De causis linguae latinae, Lyon, 1540, traité de grammaire conçu dans un esprit philosophique;
- Poetices libri VII, Lyon, 1561, ouvrage plein d'érudition, où il traite de l'origine et du but de la poésie et passe en revue les poètes les plus célèbres. Les titres des livres sont les suivants : I HISTORICVS - II HYLE - III IDEA - IIII PARASCEVE - V CRITICVS - VI HYPERCRITICVS - VII EPINOMIS;
- De subtilitate, ad Cardanum, Paris, 1557 (critique sévère du De subtilitate de Jérôme Cardan)
- des traductions latines d'ouvrages grecs, notamment de l'Histoire des animaux d'Aristote, du Traité des plantes de Théophraste,
- des Notes, des Dissertations, des Discours.
- On a aussi de lui des Poésies latines, mais elles sont très médiocres de l'avis de Charles Nisard[4] (Genève, 1574).

Jules César Scaliger : Véronensis ca 1530 commentarium César : de bello gallico de bello civili.

## Famille
Jules-César Scaliger ou de Lescale s'est marié le 13 avril 1529 avec Andiette de La Roque Loubéjac. De cette union sont nés quinze enfants, cinq garçons et dix filles, sept filles sont mortes jeunes.
- Étienne Sylve César de Lescale, né en 1530 à Agen, élève au collège de Navarre, à Paris, entre 1545 et 1550, mort en 1585. Il est marié en 1562 avec Marguerite de Nozières de Bezat mais décédée quelques jours plus tard. Marié en 1575 avec Catherine de Biran, comtesse de Gohas :
  - Anne de Lescale, sans descendance ;
- Audet-César de Lescale, mort jeune ;
- Joseph Juste Scaliger ou de Lescale, né à Agen le 4 août 1540 ;
- Léonard de Lescale, né en 1541 ;
- Janus-Constant de Lescale, né en 1544, tué en Transylvanie pendant le siège d'un château ;
- Françoise de Lescale ;
- Bertrande de Lescale ;
- Anne de Lescale, marié en 1562 avec Jean de Charrier, seigneur de Siagues, décédé en 1570 :
  - Joseph de Lescale Charrier, écuyer, marié en 1614 avec Catherine de La Brunetière, décédé en 1620 :
    - Joseph de Lescale, écuyer, seigneur de Vivès[6].